# Повіт Мацумае
Пові́т Мацума́е (яп. 松前郡, まつまえぐん, МФА: [mat͡sumae guɴ]) — повіт в Японії, в окрузі Осіма префектури Хоккайдо.